# زواج المثليين في بويبلا
أصبح زواج المثليين قانونيا في الولاية المكسيكية بويبلا، بعد صدور حكم في 1 أغسطس 2017 من قبل محكمة العدل العليا في الأمة بإلغاء المادة 300 من القانون المدني، التي تحد الزواج بين رجل وامرأة واحدة والمادة 294، التي تنص على أن الزواج قائم فقط لغرض الإنجاب. ألغت محكمة العدل العليا في الأمة كذلك شرط الحصول على أمر قضائي من أجل عقد زواج المثليين في الولاية، متوافقة مع اللجنة الوطنية لحقوق الإنسان (بالإسبانية: Comisión Nacional de los Derechos Humanos)‏ أن القانون المدني ينتهك تقرير المصير للمواطنين المثليين. تم نشر الحكم رسميًا في المجلة الرسمية للاتحاد في 16 فبراير 2018.

## تاريخ

### التشريعات
في 7 ديسمبر 2006، تم اقتراح مشروع قانون اتحاد مدني مماثل لمشروع قانون مدينة مكسيكو في بويبلا، لكنه واجه معارضة وانتقادات شديدة من نواب الحزب الثوري المؤسساتي وحزب العمل الوطني، الذين أعلنوا ذلك " في الأسرة التقليدية هي النموذج الاجتماعي الوحيد، ولا يمكن أن تكون هناك نموذج آخر ". في 15 مارس 2011، تم اقتراح مشروع قانون باسم قانون مجتمعات التعايش" (بالإسبانية: Ley de Sociedades de Convivencia) مرة أخرى. بعد خمسة إعادات في السنوات التالية، في 8 يونيو 2014، تم تأجيل مناقشة مشروع القانون حتى جلسة لاحقة. في 29 سبتمبر 2014، أعلن الكونغرس أنه لن تكون هناك مناقشة في تلك الدورة التشريعي.
في 7 مارس 2013، قدمت مجموعة من النشطاء إلى كونغرس بويبلا اقتراحًا بعنوان «قانون أغنيس توريس»، يهدف إلى تعديل المواد 831 و 931 و 932 و 935 من القانون المدني لبويبلا والمادة 751 من قانون الإجراءات المدنية للسماح بوثائق الهوية القانونية التي تتوافق مع الجنس/الهوية الجندرية حسب الاختيار الشخصي وحماية المواطنين من مجتمع الميم من التمييز. في 8 نوفمبر 2014، نظمت مسيرة من قبل الناشطين والمؤيدين، وحثت الكونغرس على إصدار قانون لحماية الهوية الجندرية والموافقة على زواج المثليين.
رفض الكونغرس مشروع قانون للاتحاد المدني في ديسمبر 2014. أعلن حزب الثورة الديمقراطية، الذي أيد مشروع القانون، عن نيته إعادة تقديم مشروع القانون في عام 2015. في 11 يونيو 2015، قدم نائب رئيس حزب الثورة الديمقراطية مشروع قانون زواج المثليين بدلاً من ذلك مستشهداً بأحكام المحكمة العليا لصالح الأزواج المثليين الراغبين في الزواج. في 18 يونيو 2015، أُعلن أنه سيتم مراجعة اقتراح الزواج في أكتوبر 2015، مما يمنح النواب الوقت الكافي للتعرف على الاقتراح قبل تقديمه للمناقشة فيه. في يونيو 2016، أعلن نواب كونغرس بويبلا أنهم لن يتعاملوا مع قضية زواج المثليين حتى تصدر المحكمة العليا المكسيكية قرارًا بعدم الدستورية في أوائل شهر مايو (انظر أدناه).
في أكتوبر 2018، قدم نائب رئيس الحزب الثوري المؤسساتي روكيو غارسيا أولميدا مشروع قانون للكونغرس يسعى إلى تدوين زواج المثليين في القانون المدني بالولاية.

### الأوامر القضائية
أدى قرار المحكمة العليا في المكسيك في 12 يونيو 2015 إلى صدور حكم قضائي بأن حظر الولاية لزواج المثليين غير دستوري. يعتبر حكم المحكمة «أطروحة فقهية» ولا يبطل أي قوانين للولاية، مما يعني أن الأزواج المثليين الذين حرموا من الحق في الزواج لا يزال يتعين عليهم طلب أوامر فردية. وحد الحكم الإجراءات الخاصة بالقضاة والمحاكم في جميع أنحاء المكسيك، للموافقة على جميع طلبات زواج المثليين وجعل الموافقة إلزامية.
مُنحت قضية اعتراف بزواج المثليين مهمة عبر أمر قضائي في 29 يناير 2014. رفع زوجان مثليان تزوجا في عام 2012 في مدينة مكسيكو، أمر قضائي ضد المعهد المكسيكي للضمان الاجتماعي بعد أن رفض تسجيل أحد الزوجين كشريك للفوائد. في حكم تاريخي، قضت المحكمة العليا بأن المعهد المكسيكي للضمان الاجتماعي مطالب بالاعتراف بزواج المثليين.
بدأت كل من منظمات المساواة في الزواج المكسيك، ومرصد المواطنين للحقوق الجنسية والإنجابية، و «إل تالر أ سي» في جمع التواقيع للحصول على أمر قضائي جماعي في بويبلا في أوائل أكتوبر 2014 مع خطط لتقديم الطلب في 12 أكتوبر. في 15 أكتوبر 2014، تم التأكيد على أن أمرًا جماعيًا لتشريع زواج المثليين قد قدمه 36 شخصًا من جميع أنحاء الولاية على أمل الحصول على الحق في زواج المثليين وإعلان المادتين 294 و 297 من القانون المدني غير دستوريتين. في مارس 2015، ظهرت تقارير تفيد بأن القاضي لم يحكم على الأزواج مستشهدين بمتطلبات المدعين «لإثبات المثلية الجنسية». انتقد النشطاء هذا باعتباره تكتيك تأخير، وناشدوا كل من المحكمة المحلية والمحكمة العليا المكسيكية. في 5 مايو 2016، قضت المحكمة العليا المكسيكية بأن المادتين 294 و 297 من القانون المدني لبويبلا غير دستوريتين. في 1 يونيو 2016، أيدت الغرفة الأولى للمحكمة العليا المكسيكية أمرا قضائيا ل30 شخصًا مثليًا طعنوا في المادتين 294 و 297 من القانون المدني للولاية.
في نوفمبر 2014، تقدم زوجتان مثليتان بطلب للحصول على أمر قضائي وحكم بالسماح لهما بالزواج. استأنفت الولاية القرار. في 10 يوليو 2015، أيدت محكمة الاستئناف الحكم لصالح الزوجين. عقد حفل زفافهما، الذي كان أول حالة لزواج المثليين في ولاية بويبلا، في 1 أغسطس 2015. عُقدت خامس حالة زواج المثليين في الولاية في مارس 2017 في تيبيكا.

### سان بيدرو تشولولا
في سبتمبر/أيلول 2016، أعلن مسؤولون من بلدية سان بيدرو تشولولا أن أي زوجين مثليان يرغبان في الزواج في البلدية قد يفعلان ذلك دون الحاجة إلى أمر قضائي، مشيرين إلى الفقه القانوني الذي أنشأته محكمة العدل العليا في الأمة في يونيو 2015.

### إجراء عدم الدستورية (2016/2017)

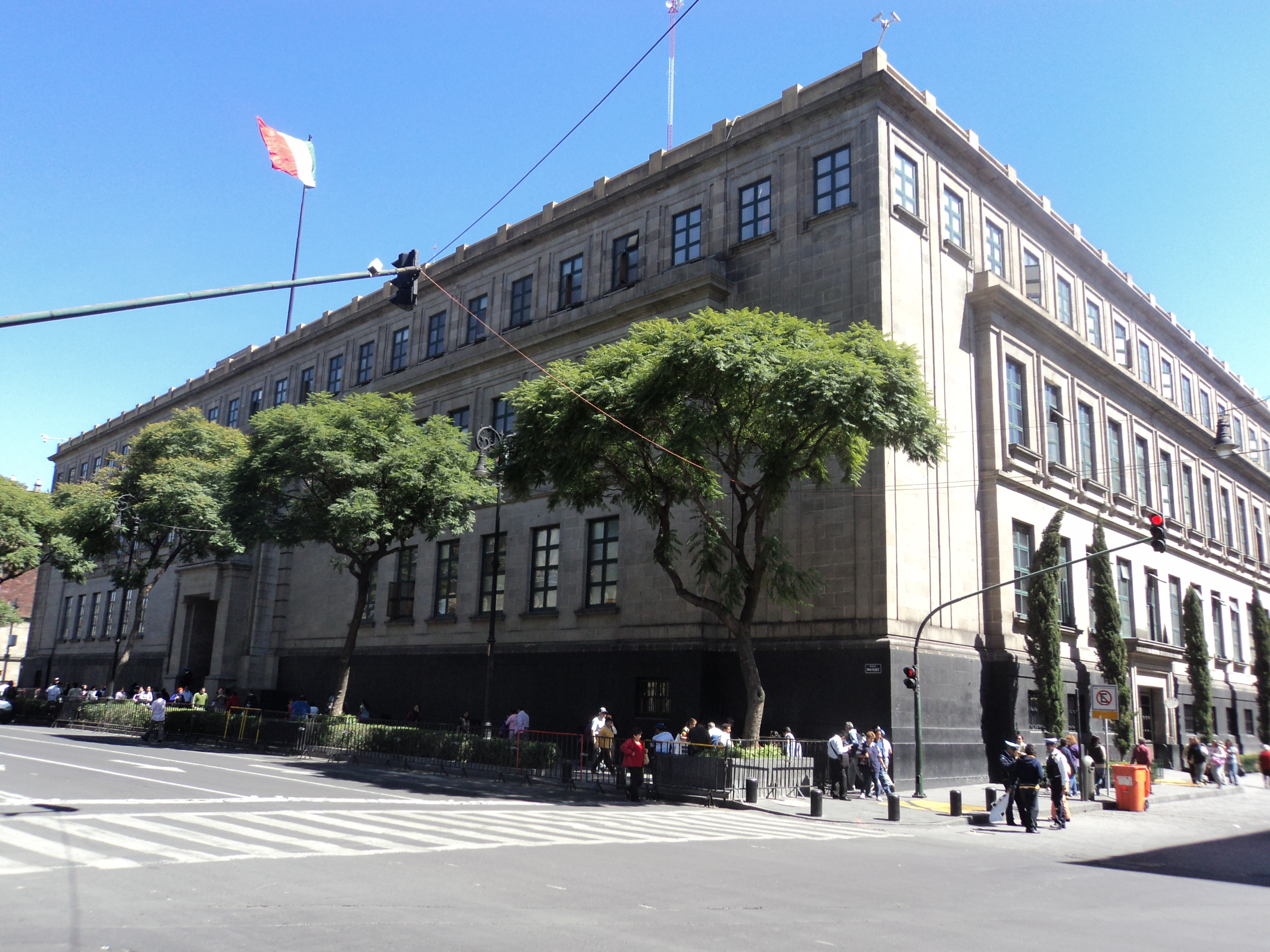
أبطلت محكمة العدل العليا في الأمة حظر زواج المثليين في بويبلا في عام 2017، مما سمح بعقده في الولاية.

في 27 أبريل 2016، تم رفع دعوى عدم الدستورية أمام المحكمة العليا المكسيكية. سعت هذه الدعوى لتشريع زواج المثليين في بويبلا بالكامل، على غرار ما حدث في ولايتي تشياباس وخاليسكو. ومع ذلك، لا يجوز رفع دعاوى عدم الدستورية في المكسيك إلا ضد قانون معين خلال فترة 30 يومًا بعد دخوله حيز التنفيذ. في هذه الحالة، قام كونغرس بويبلا بتعديل قوانين الزواج الخاصة به، لكنه ترك أحكامًا تحظر زواج المثليين. هذا مؤهل لاتخاذ إجراء غير دستوري، قدمته منظمات المثليين بسرعة.
في 1 أغسطس 2017، قضت المحكمة العليا المكسيكية بأن المادة 300 من القانون المدني، التي تحد الزواج بين رجل وامرأة واحدة فقط، والمادة 294، التي تنص على أن الزواج كان موجود فقط لأغراض الإنجاب، غير دستورية. في أواخر يناير 2018، وبعد محاولات متعددة من الكونغرس لتأجيل سن الحكم، أعلن السجل المدني أنه سيلتزم بالقرار، متجاوزًا سلطة الكونغرس. كما جاء إعلان السجل المدني في أعقاب قرار محكمة البلدان الأمريكية لحقوق الإنسان، والذي ينص على أن الدول الموقعة على الاتفاقية الأمريكية لحقوق الإنسان يجب أن تقنن زواج المثليين. صادقت المكسيك على الاتفاقية. دخل الحكم رسميًا في 16 فبراير 2018، بعد نشره في الجريدة الرسمية للاتحاد.
أكد مسؤولو بويبلا أنه يسمح بتبني المثليين للأطفال.

## الرأي العام
وجد استطلاع للرأي عام 2017 أجرته مؤسسة مجلس الاتصالات الاستراتيجية أن 48.5% من سكان بويبلا يؤيدون زواج المثليين. كان 48% يعارضون ذلك.
وفقًا لمسح أجرته في عام 2018 أجراه المعهد الوطني للإحصاء والجغرافيا، عارض 37% من سكان بويبلا زواج المثليين.